# Декуманус Максимус
Код Римског планирања градова, декуманус је представљао пут (улицу) са положајем исток-запад ,у Римским градовима или каструмуима (војни кампови). Главни декуманус је био Декуманус Максимус (Decumanus Maximus),или најчеће само просто "Декуманус". У војном логору њиме је повезивана капија под називом  Porta Praetoria (најближа до непријатељских снага) са капијом под називом  Порта Декумана (удаљенијом од непријатеља).
Ово име произилази из чињенице да је пут via decumana или decimana (десета) раздвајао Десету Кохорту од девете у легионарском логору, на исти начин као што је via Quintana раздвајала пету кохорту од шесте кохорте. 
У средини,или громи (централној тачки),Декуманус Максимус прелазио је под правим углом преко Кардо максимуса,главног градски пут са положајем север-југ, који је обично и  био главна грдска улица. Форум је обично увек био постављен близу ове раскрснице Декуманус Максимуса (Decumanus Maximus) и Кардо Максимуса(Cardo Maximus.). Ове две улице су заједно са форумом и пратећим зградама формирале центар римских  градова.

## Примери
У древном римском граду Барцину (данашња Барселона, Шпанија), Декуманус Макимус је започињао од касноримске капије (која још увек стоји) испред садашњег трга Плаца Нова.
У склопу града Сплита у данашњој Хрватској налази се римски споменик УНЕСКО-а, Диоклецијанова палата. Овај град, који је саградио цар Диоклецијан, показује карактеристичан римски ортогонални систем улица са Декуманус Макимусом који повезује западну Гвоздену капију са источном Сребрном капијом.
У римској Гадари, данашњем Ум Каис-у у Јордану, Декуманус се простире у правцу исток-запад у дужини од отприлике једног километра са очуваним древним каменим плочама.
Још један леп пример оваквог начина просторне орјентације представља „Права улица“, Виа Ректа, у Дамаску, дуга  1.500 метара, која повезује источну и западну капију.
У централном пословном кварту Бејрута, Руе Вејганд, која се протеже у правцу исток-запад,  улице још увек прате  древни римски Декуманус.
У Фиренци је Декуманус сачуван као улице Виа Стрози, Виа Спезиали и Виа дел Корсо у старом центру града. Иако ове улице имају различита имена, оне чине континуирану линију са прекидом на положају између Виа Стрози и Виа Спезиали код Палазо Строзија. У римско доба, све ове три улице формирале су Декуманус Флорентине,који је означавао назив римске колоније. Виа Рома и Виа Калимала формиране су од древног Карда, а оно што је некада био римски Форум у древној Фиренци сада је очувано под именом  Пиаза дела Република.
У Напуљу још увек постоје три главна декумануса који се простиру, на географском  положају од запада према истоку:
- Супериоре: састоји се од Виа Сапиенза, Виа Писанели и Виа Антикаглиа
- Мађиоре: Виа деи Трибунали
- Инфериоре: Виа Спаканаполи, коју чине Виа Бенедето Кроче и Виа Сан Биађио деи Либраи